# Benthamia bathieana
Benthamia bathieana är en orkidéart som beskrevs av Rudolf Schlechter. Benthamia bathieana ingår i släktet Benthamia och familjen orkidéer. Inga underarter finns listade i Catalogue of Life.